# The Meanest Man in the World (film 1923)
The Meanest Man in the World è un film muto del 1923 diretto da Edward F. Cline. Il soggetto è tratto da The Meanest Man in the World; Play in Three Acts, un lavoro teatrale del 1920 di Augustin MacHugh che si basa su uno sketch di Everett Ruskay. Prodotto dal Sol Lesser, il film aveva come interpreti Bert Lytell, Blanche Sweet, Bryant Washburn, Maryon Aye, Lincoln Stedman, Helen Lynch, Ward Crane.

## Trama
Normalmente, l'avvocato Richard Clarke ha il cuore abbastanza tenero. Ma, deciso a recuperare dei crediti, si mette in azione. Scopre però che Hudson, uno dei suoi creditori, è in realtà una ragazza, la bella Jane Hudson, una damigella nei guai di cui lui si invaghisce. Il pericolo per lei arriva da alcuni speculatori che cercano di mettere le mani sui terreni di Jane, ricchi di petrolio. Unendo le loro forze, la ragazza e l'avvocato innamorato riescono a procurarsi il denaro per la perforazione dei terreni che fa diventare ricca la giovane donna.

## Produzione
Il film fu prodotto dalla Principal Pictures Corp. (Sol Lesser Productions).

## Distribuzione
Il copyright del film, richiesto dalla Principal Pictures, fu registrato il 22 ottobre 1923 con il numero LP19519.
Distribuito dalla Associated First National Pictures, il film uscì nelle sale cinematografiche degli Stati Uniti il 22 ottobre 1923.
Non si conoscono copie ancora esistenti della pellicola (di cui restano solo pochi frammenti) che, nella sua interezza, viene considerata presumibilmente perduta.